# کوندریاک (شهرستان اوفیمسکی، باشقیرستان)
کوندریاک (انگلیسی: Kundryak, Ufimsky District, Republic of Bashkortostan) یک شهرک در شهرستان اوفیمسکی استان باشقیرستان کشور روسیه است.